# Kirby Dick

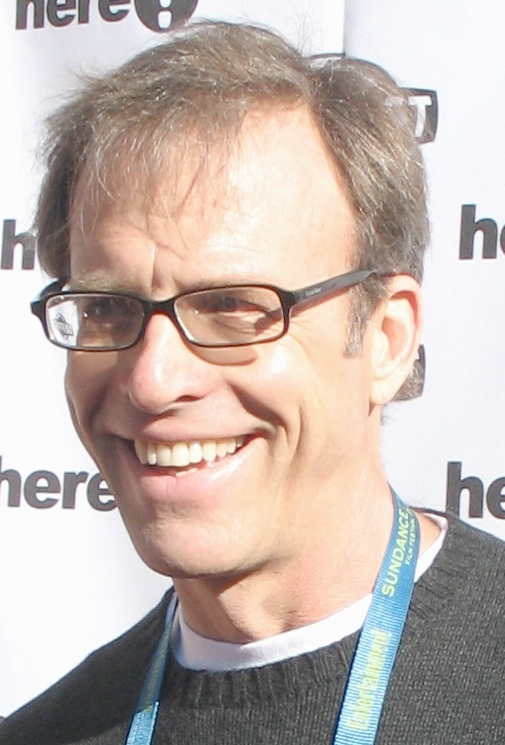
Kirby Dick (2010)

Kirby Dick (* 23. August 1952 in Phoenix, Arizona) ist ein US-amerikanischer Filmregisseur, Filmproduzent und Drehbuchautor.

## Leben
Dick studiert an der kanadischen NSCAD University, am California Institute of the Arts und AFI Conservatory in Los Angeles. Nach seinem Studium produzierte und drehte er verschiedene Filmdokumentationen. Seine erste Dokumentation war 1986 der Film Private Practices: The Story of a Sex Surrogate. Nach verschiedenen Projekten erzielte er mit dem Film SICK: The Life and Death of Bob Flanagan, Supermasochist internationalen Erfolg. In den folgenden Jahren drehte und produzierte er weitere Dokumentationen wie Chain Camera, Derrida, Showgirls: Glitz & Angst, The End und Twist of Faith.

## Filmografie (Auswahl)
- 1981: Men Who Are Men
- 1986: Private Practices: The Story of a Sex Surrogate
- 1987: I am Not a Freak
- 1988: Patti Rocks
- 1993: America Undercover
- 1997: SICK: The Life and Death of Bob Flanagan, Supermasochist
- 2001: Chain Camera
- 2002: Derrida
- 2003: Showgirls: Glitz & Angst
- 2004: The End
- 2005: Twist of Faith
- 2006: This Film is Not Yet Rated
- 2009: Outrage
- 2012: The Invisible War
- 2014: The Hunting Ground
- 2018: The Bleeding Edge
- 2020: On the Record
- 2021: Allen v. Farrow

## Auszeichnungen und Nominierungen (Auswahl)
- Oscar
  - 2005: Nominierung für Twist of Faith in der Kategorie Bester Dokumentarfilm
  - 2013: Nominierung für The Invisible War in der Kategorie Bester Dokumentarfilm
- Chicago Film Critics Association Awards
  - 2012:  Auszeichnung für The Invisible War
- Sundance Film Festival
  - 2012: Publikumspreis für The Invisible War
- Los Angeles Independent Film Festival
  - Publikumspreis (Best Feature Film für Kirby Dick) für SICK: The Life and Death of Bob Flanagan, Supermasochist
- Las Vegas Film Critics Society Awards
  - 1998: für SICK: The Life and Death of Bob Flanagan, Supermasochist